# Cassolus javanus
Cassolus javanus är en skalbaggsart som beskrevs av Antoine Boucomont 1914. Cassolus javanus ingår i släktet Cassolus och familjen bladhorningar. Inga underarter finns listade.